# Slag bij Kbaade
De Slag bij Kbaade (Adygees: Ӏаткъуадж зауэ/atqwadj zawə; Abchazisch: Гәбаадәы аибашьра/Gubaadu aibashra; Rus: Кра́снополя́нская битва) vond plaats in 1864 te Kbaade (tegenwoordig Krasnaja Poljana) tussen de laatste restanten van de Circassiërs en de Russische tsаristische troepen tijdens de Russisch-Circassische Oorlog. Het wordt algemeen aanvaard als de laatste slag van de oorlog, aangezien er daarna geen andere belangrijke veldslagen plaatsvonden, afgezien van verspreide opstanden.

## Strijd

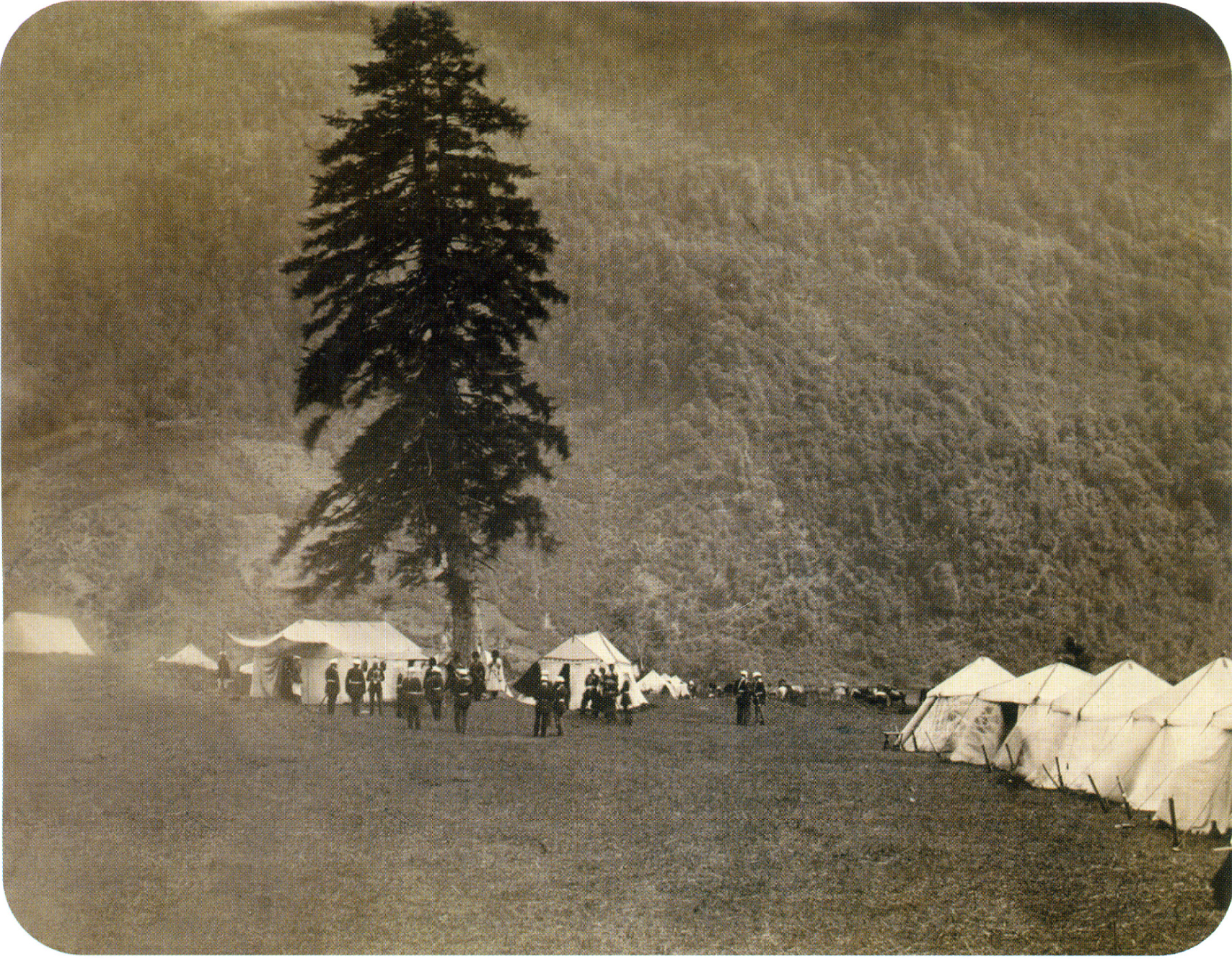
Russen in het Kbaad-kamp vóór de slag

De strijd vond plaats in Kbaad in 1864 tussen het Circassische leger van 20.000 mannen en vrouwen, bestaande uit lokale dorpelingen en milities, evenals tribale ruiters, en een Russisch leger van 250.000 man, bestaande uit Kozakken en Russische ruiters, infanterie en artillerie. De Russische strijdkrachten rukten van vier kanten op. Circassische troepen probeerden de linie te doorbreken, maar velen werden geraakt door Russische artillerie en infanterie voordat ze erin slaagden de Russische linies te bereiken. De overige strijders werden al snel verslagen. Het Russische leger begon om dit te vieren zich uit te leven de lijken en er werd een militair-religieuze parade gehouden, waarbij 100 Circassische krijgers publiekelijk werden geëxecuteerd. Het Russische leger ging vervolgens door met het aanvallen en platbranden van Circassische dorpen, het vernietigen van velden om terugkeer te voorkomen, het kappen van bomen en het drijven van de mensen naar de kust van de Zwarte Zee.